# Entephria gottrensis
Entephria gottrensis är en fjärilsart som beskrevs av Faure 1899. Entephria gottrensis ingår i släktet Entephria och familjen mätare. Inga underarter finns listade i Catalogue of Life.